# Hirohisa Takada
Hirohisa Takada (高田 紘久, Takada Hirohisa), né le 1er novembre 1986 dans la préfecture d'Osaka est un joueur japonais de basket-ball.